# 플라이540
플라이540(영어: Fly540)은 가나와 케냐의 저비용 항공사로 주로 아프리카 대륙에 취항하고 있다. 조모 케냐타 국제공항이 허브 공항으로 2006년에 설립되었다. 다른 사명으로 파이브 포티 에이비에이션(영어: Five Forty Aviation Ltd)으로 불리기도 한다.

## 운항 노선
- 2016년 1월 기준으로 다음과 같이 운항하고 있다.

## 보유 기종
- 2019년 8월 기준으로 다음과 같은 기종을 보유하고 있으며 평균 기령은 21.5년이다.[2][3][4]

### 퇴역 기종
- 봄바디어 CRJ100ER 2대